# Robina Courtin
Robina Courtin (Melbourne, 20 de diciembre de 1944) es una monja budista australiana de la tradición y linaje budista tibetano Gelugpa del Lama Thubten Yeshe y Lama Zopa Rimpoché. En 1996, fundó el Proyecto de Liberación en la Prisión, que dirigió hasta 2009.

## Biografía
Courtin recibió educación católica, y en su juventud se interesó por convertirse en monja carmelita. Se formó como cantante clásica mientras vivía en Londres a finales de la década de 1960. Se convirtió en una activista feminista y trabajó a favor de los derechos de los prisioneros a principios de la década de 1970. En 1972, volvió a Melbourne. Courtin comenzó a estudiar artes marciales en 1974, mientras vivía en Nueva York, y regresó de nuevo a Melbourne. En 1976, realizó un curso budista impartido por Lama Yeshe y Lama Zopa en Queensland (Australia). 
En 1978, Courtin fue ordenada en el Centro de Meditación Tushita en Dharamsala. Fue directora editorial de Wisdom Publications hasta 1987 y editora de Mandala hasta 2000. Dejó Mandala para enseñar y desarrollar el Proyecto de Liberación en la Prisión. 
El trabajo de Robina Courtin se ha mostrado en dos documentales, On the Road Home (1998) de Christine Lundberg y Chasing Buddha de Amiel Courtin-Wilson (2000), así como en el libro de Vicki Mackenzie Why Buddhism? (2003) La película de su sobrino, Chasing Buddha, documenta la vida de Courtin y su trabajo con los condenados a muerte en la Penitenciaría Estatal de Kentucky. En 2000, la película fue nominada para "mejor dirección en un documental" por el Australian Film Institute.  
En 2001, Courtin creó Chasing Buddha Pilgrimage, que realizó peregrinaciones a sitios sagrados budistas en India, Nepal y el Tíbet para recaudar dinero para el Proyecto de Liberación en Prisión, una asociación dedicada a la causa tibetana.

## Libros editados
- McDonald, Kathleen (2006).  Courtin, Robina, ed. How to Meditate: A Practical Guide. Wisdom Publications. ISBN 0-86171-341-9.
- Yeshe, Lama Thubten (2003).  Courtin, Robina, ed. Becoming the Compassion Buddha: Tantric Mahamudra for Everyday Life. Wisdom Publications. ISBN 0-86171-343-5.
- Yeshe, Lama Thubten (1998).  Courtin, Robina; Cameron, Alisa, eds. The Bliss of Inner Fire: Heart Practice of the Six Yogas of Naropa. Wisdom Publications. ISBN 0-86171-136-X.

## Otras lecturas

### Libros
- Dondrub, Thubten (2001). Spiritual Friends: Meditations by Monks and Nuns of the International Mahayana Institute. Wisdom Publications. ISBN 0-86171-325-7.
- MacKenzie, Vicki (2003). Why Buddhism?: Westerners in Search of Wisdom. Element Books. ISBN 0-00-714228-5.

### Publicaciones periódicas
- Morris, Linda (28 de abril de 2005). «A lifeline over the prison walls of the mind». The Sydney Morning Herald. Consultado el 15 de abril de 2014.
- Walker, Vanessa (15 de noviembre de 2000). «Robina and the hoods». The Australian.

### Audio Video
- Rachael Kohn, Geoff Wood (2003-07-13). «Chasing Robina». The Spirit of Things. Temporada July 2003. Transcripción. Radio National.
- Stephen Crittenden, David Rutledge (2005-05-04). «Venerable Robina Courtin». The Religion Report. Temporada Wednesday 4 May 2005. Transcripción. Radio National.

- Robina Courtin (agosto de 2016). " Desentrañando nuestras emociones ". Charla de Dharma para triciclo: la revisión budista.